# Awet Nftalem Kibrab
Awet Nftalem Kibrab (* 9. Mai 1995) ist ein eritreisch-norwegischer Leichtathlet, der sich auf den Langstreckenlauf spezialisiert hat und der seit Juni 2023 für Norwegen startberechtigt ist.

## Sportlicher Werdegang
Erste internationale Erfahrungen sammelte Awet Nftalem Kibrab im Jahr 2013, als er bei den erstmals ausgetragenen Jugendafrikameisterschaften in Warri in 8:17,28 min die Goldmedaille im 3000-Meter-Lauf gewann, obwohl er eigentlich nicht in der U18-Altersklasse startberechtigt gewesen wäre. Deshalb wurde er bei den anschließenden Jugendweltmeisterschaften in Donezk nachträglich disqualifiziert. Seit 2014 lebt und trainiert er in Norwegen und seit 2023 ist er international für Norwegen startberechtigt. Bei den Straßenlauf-Weltmeisterschaften in Riga belegte er in 13:28 min den achten Platz im 5-km-Straßenlauf. Im Jahr darauf kam er bei den Europameisterschaften in Rom im Halbmarathon nicht ins Ziel und bei den Straßenlauf-Europameisterschaften 2025 in Löwen gewann er in 1:01:08 h die Silbermedaille hinter dem Franzosen Jimmy Gressier.

## Persönliche Bestleistungen
- 1500 Meter: 3:39,25 min, 29. August 2015 in Oslo
- 3000 Meter: 7:47,37 min, 3. Juni 2023 in Bergen
- 5000 Meter: 13:15,41 min, 15. Juli 2023 in Heusden-Zolder
- 10.000 Meter: 28:44,60 min, 18. Mai 2024 in London
- 5-km-Straßenlauf: 13:28 min, 1. Oktober 2023 in Riga
- 10-km-Straßenlauf: 27:45 min, 16. März 2025 in Lille
- Halbmarathon: 1:00:46 h, 16. Februar 2025 in Barcelona